# Umejskolaponski jezik
Umejskolaponski jezik (izvorno ubmejesámiengiälla, ISO 639-3: sju), gotovo izumrli laponski jezik kojim govori još svega 20 ljudi duž rijeke Umea u Švedskoj u općini Malu, Lyckseleu, Sorseleu i Tärni. Etnička populacija iznosi oko 1 000 (Krauss 1995), a jeziku prijeti izumiranje.
Nije poznato govori li netko njime u Norveškoj.

## Vanjske poveznice
- Ethnologue (14th)
- Ethnologue (15th)